# Peter Røschke
Peter Røschke (født 13. oktober 1954 på Frederiksberg i Danmark) er en dansk tegnefilmsdubber og tidligere dialoginstruktør. Han har på bl.a. Cartoon Network lagt stemme til Kylling i Ko og Kylling, Pinocchio i Shrek-føljetonen, Gaspar i Brandy og Hr. Vimse, WALL-E  og Eduardo i Fosters hjem for fantasivenner. Fluffy Labsko, Biroller i Powerpuff Pigerne, Pops i Johnny Bravo. Biroller i What a Cartoon!,  Wakko i Animaniacs, Doctor Octopus og Krybet i Spider-Man: The Animated Series.
Peter var dialoginstruktør på SDI Media (tidligere Sun Studio). Han stoppede da han ikke ville instruere tegnefilm mere. Han lægger stadigvæk stemme til tegnefilm.